# 8019 Karachkina
8019 Karachkina (1990 TH12) là một tiểu hành tinh vành đai chính được phát hiện ngày 14 tháng 10 năm 1990, bởi L. D. Schmadel và F. Borngen ở Tautenburg.